# Tradescantia deficiens
Tradescantia deficiens är en himmelsblomsväxtart som beskrevs av Townshend Stith Brandegee. Tradescantia deficiens ingår i släktet båtblommor, och familjen himmelsblomsväxter. Inga underarter finns listade.